# Sufar
Sufar (łac. Diocesis  Sufaritanus) – stolica historycznej diecezji we Cesarstwie rzymskim w prowincji Mauretania Cezarensis, zlikwidowana w VII w. podczas ekspansji islamskiej, współcześnie w północnej Algierii. Obecnie katolickie biskupstwo tytularne. 

## Biskupi tytularni
| Lp. | Biskup                   | Funkcja                                          | Od               | Do               |
| --- | ------------------------ | ------------------------------------------------ | ---------------- | ---------------- |
| 1   | Patrick Joseph Casey     | biskup pomocniczy Westminsteru (Wielka Brytania) | 23 grudnia 1965  | 2 grudnia 1969   |
| 2   | Carlos Stanislau Schmitt | biskup pomocniczy Lages (Brazylia)               | 14 lutego 1970   | 16 marca 1971    |
| 3   | Ernst Gutting            | biskup pomocniczy Spiry (Niemcy)                 | 31 maja 1971     | 27 września 2013 |
| 4   | Robert Prevost           | administrator apostolski Chiclayo (Peru)         | 3 listopada 2014 | 26 września 2015 |
| 4   | Robert Reed              | biskup pomocniczy Bostonu (USA)                  | 3 czerwca 2016   |                  |